# 도지마촌 (후쿠시마현 야마군)
도지마촌(堂島村)은 후쿠시마현 야마군에 있던 촌이다. 현재의 기타카타시 시오카와정 서부에 해당한다.

## 역사
- 1889년 4월 1일 - 정촌제 시행에 의해 6촌의 구역으로 성립하였다.
- 1954년 7월 1일 - 시오카와정, 우바도촌, 고마가타촌과 합병해, 새로운 시오카와정이 성립하여, 동일 도지마촌이 폐지되었다.

## 참고문헌
- 角川日本地名大辞典 7 福島県